# ホルスト・ルベッシュ
ホルスト・ルベッシュ（Horst Hrubesch, 1951年4月17日 -）は、ドイツ出身の元サッカー選手、サッカー指導者。選手時代のポジションはフォワード。

## 選手経歴

### クラブ
ルベッシュは少年期から青年期にかけてFCペルクムでサッカーを学んだが、一方でハンドボール選手としてもプレーをしていた。職業訓練を受けタイル職人として生計を立てながら小さなアマチュアクラブでプレーを続け、24歳の時にロートヴァイス・エッセンと契約しブンデスリーガでデビューをした遅咲きの選手だった。その後、クラブはブンデスリーガ2部へ降格したが1977-78シーズンに42得点をあげる活躍を見せた。
1978年、アイントラハト・フランクフルトも獲得に動いたが最終的に約100万ドイツマルクの移籍金でハンブルガーSVに移籍。ハンブルクでは重要な得点源となり、1978-79シーズンにブンデスリーガ初優勝。UEFAチャンピオンズカップ 1979-80では9試合で7得点をあげる準優勝に貢献した。準決勝のレアル・マドリードとの第2戦では5-1と大勝したが、5得点のうちの2得点を決める活躍をみせた。
1981-82シーズンのブンデスリーガ・第29節のバイエルン・ミュンヘン戦では試合終盤のルベッシュの2得点などで4-3と下し、2度目の優勝を果たし自身も通算27得点をあげて得点王となった。
UEFAチャンピオンズカップ 1982-83決勝ではイタリアのユヴェントスFCを下し、初優勝に貢献するなど選手キャリアにおいて最大の成功を収めた。ハンブルクでは右サイドバックのマンフレート・カルツとのコンビで知られ、彼から供給される正確なクロスから数多くの得点を生み出したが、チャンピオンズカップ決勝後に年齢的な問題を理由にクラブを退団した。
1983年にベルギーのスタンダール・リエージュと2年契約を結んだ後、1985年にブンデスリーガ1部のボルシア・ドルトムントへ移籍し17試合に出場したが、ヘルニアを患ったことが基でプロ選手としてのキャリアを終えた。

### 代表
西ドイツ代表としては29歳の時、1980年4月2日に行われたオーストリア戦でデビューをした。センターフォワードのクラウス・フィッシャーが同年3月に骨折したことに伴う招集だったが、同年6月にイタリアで開催されたUEFA欧州選手権1980の代表メンバーに選出されると、決勝のベルギー戦では2得点を決め同国の2大会ぶり2度目の優勝に貢献した。また、大会終了後には欧州選手権の優秀選手に選ばれた。
1982年にスペインで開催された1982 FIFAワールドカップでは1次リーグ最終戦のオーストリア戦で決勝点を決めたが、2次リーグ以降はフィッシャーにレギュラーの座を譲った。準決勝のフランス戦では73分に途中出場すると、108分にピエール・リトバルスキーの左サイドからのクロスをヘディングで折り返し、フィッシャーの同点ゴールをアシスト。PK戦では西ドイツの5人目のキッカーとして登場すると、これを落ちついて決め、決勝進出へ導いた。
同年7月11日に行われた決勝のイタリア戦が最後の代表出場となり、3年間で国際Aマッチ21試合に出場し6得点を記録した。

## 引退後
1986年にブンデスリーガ2部のロートヴァイス・エッセンの監督に就任すると、1986-87シーズンを10位の成績で終え退任した。その後、国内のVfLヴォルフスブルク、ハンザ・ロストック、ディナモ・ドレスデンの監督を務めたが、ロストックを指揮した際には2部降格を阻止することは出来ず、ドレスデンを指揮した際にはクラブの破算という事態を経験した。また、国外のスイスやトルコのクラブで監督を務めたが成功を収めることは出来なかった。
1999年からはドイツサッカー連盟（DFB）のコーチングスタッフに加わり、2000年6月に行われたUEFA EURO 2000ではウリ・シュティーリケの後任としてドイツ代表のアシスタント・コーチを務めた。また、ユース年代のドイツ代表監督を務め2008年に行われたUEFA U-19欧州選手権2008においてチームを優勝に導くと、2009年に行われたUEFA U-21欧州選手権2009ではU-21ドイツ代表の暫定監督を務めメスト・エジル、マッツ・フンメルス、マヌエル・ノイアーらを擁して初優勝に導いた。
その後はユース代表監督を務めていたが、2013年6月にライナー・アドリオンの後任としてU-21ドイツ代表監督に就任。2015年6月に行われたUEFA U-21欧州選手権2015ではチームを1988年大会以来となるオリンピック出場に導いたが、準決勝のU-21ポルトガル代表戦では0-5と大敗を喫した。
2016年8月にブラジルで行われた本大会ではDFBやブンデスリーガの各クラブの事情が重なりベストメンバーの招集が難しい状況だったが、決勝進出に導くと地元のブラジル五輪代表にPK戦の末に敗れたものの銀メダルを獲得した。大会後、ルベッシュはU-21代表監督からの引退を表明した。
2017年1月、ハンジ・フリックの後任としてDFBのスポーツディレクターに就任した。
2018年3月、ドイツ女子代表監督を務めていたステフィ・ジョーンズの退任に伴い、同代表の暫定監督に就任した。ルベッシュは2019 FIFA女子ワールドカップ・ヨーロッパ予選に挑み本大会出場に導いた後、同年11月30日付けで退任した。後任にはマルティナ・フォス＝テックレンブルクが就任した。
2020年7月31日、ハンブルガーSVに復帰し、スポーツディレクターのヨナス・ボルトの下でユースアカデミーのディレクターを務めることになった。
2021年5月3日、ダニエル・ティウーヌの監督解任に伴い、ブンデスリーガ2部に所属するトップチームの暫定監督に就任した。ルベッシュに率いられたチームは第33節のVfLオスナブリュック戦で2-3のスコアで敗れ、プレーオフ圏内の3位に入る最後の可能性を逸したため、1部昇格を逃した。最終節のアイントラハト・ブラウンシュヴァイク戦で勝利したものの4位でシーズンを終えた。

## 個人記録

### 代表での成績
出典
| 1980 | 9  | 4 |
| 1981 | 3  | 1 |
| 1982 | 9  | 1 |
| 通算 | 21 | 6 |

### 代表での得点
出典
| # | 開催日         | 開催地                       | 対戦国       | 結果 | 大会                    |
| - | -------------- | ---------------------------- | ------------ | ---- | ----------------------- |
| 1 | 1980年6月22日  | イタリア、ローマ             | ベルギー     | 2-1  | UEFA欧州選手権1980      |
| 2 | 1980年6月22日  | イタリア、ローマ             | ベルギー     | 2-1  | UEFA欧州選手権1980      |
| 3 | 1980年10月11日 | オランダ、アイントホーフェン | オランダ     | 4-0  | 親善試合                |
| 4 | 1980年11月19日 | 西ドイツ、ハノーファー       | フランス     | 4-1  | 親善試合                |
| 5 | 1981年1月1日   | ウルグアイ、モンテビデオ     | アルゼンチン | 1-2  | 1980 ムンディアリート   |
| 6 | 1982年6月25日  | スペイン、ヒホン             | オーストリア | 1-0  | 1982 FIFAワールドカップ |

## 獲得タイトル

### 選手

#### クラブ
ハンブルガーSV
- ブンデスリーガ 3回 (1978-79、1981-82、1982-83)
- UEFAチャンピオンズカップ 1回 (1982-83)

#### 代表
- UEFA欧州選手権 1回 (1980）

#### 個人
- UEFA欧州選手権 優秀選手 1回 (1980)[8]
- ブンデスリーガ得点王 1回 (1981-82)
- ヴァルター＝ベンゼマン賞 1回 (2018)[25]

### 指導者
U-19ドイツ代表
- UEFA U-19欧州選手権 1回 (2008）

U-21ドイツ代表
- UEFA U-21欧州選手権 1回 (2009）